# Debito d'odio (film 1930)
Debito d'odio (Paid) è un film del 1930, diretto da Sam Wood. Una delle versioni cinematografiche del melodramma Within the Law (1912) di Bayard Veiller. La storia di una ex detenuta che cerca la vendetta su coloro che la hanno mandata in carcere. Joan Crawford è la protagonista; Marie Prevost e Polly Moran due detenute, compagne di pena della Crawford.
Nel 1917, il testo di Veiller era già stato portato sullo schermo dal film Within the Law diretto da William P.S. Earle con Alice Joyce nel ruolo di Mary Turner.

## Trama
Mary Turner, ingiustamente condannata, quando esce dal carcere medita vendetta contro Demarest, il procuratore distrettuale e l'altro suo accusatore, Edward Gilder. Insieme a Joe Garson, Mary mette in atto una truffa a danno di facoltosi anziani. Sposa, quindi, Bob Gilder il figlio del suo nemico. Piano piano, però, la donna lascia perdere i suoi piani di vendetta, accettando di mettere una pietra sopra il suo passato. La polizia, nel frattempo, sventa il furto di un dipinto e arresta Garson.

## Produzione
Il film fu prodotto dalla Metro-Goldwyn-Mayer (MGM) con il titolo di lavorazione Within the Law. Joan Crawford riuscì a convincere Thalberg ad affidarle l'importante ruolo che, in origine, era stato pensato per la famosa star e, soprattutto, moglie del produttore, Norma Shearer la quale, però, dovette rinunciare al film a causa della sua gravidanza ormai troppo avanzata.

## Distribuzione
Il copyright del film, richiesto dalla Metro-Goldwyn-Mayer Distributing Corp., fu registrato il 15 dicembre 1930 con il numero LP1807.
Distribuito dalla Metro-Goldwyn-Mayer (MGM), il film uscì nelle sale cinematografiche statunitensi il 30 dicembre 1930.
Il film ebbe un grande successo al botteghino facendo di Joan Crawford una superstar.